# 安塞姆·佩恩
安塞姆·佩恩（法語：Anselme Payen，1795年1月6日—1871年5月12日）法国化学家，1833年从发芽的大麦中分离出了淀粉酶，是人类发现的第一种酶。此外，他还发现了纤维素。佩恩自幼跟随父亲学习科学，后在巴黎综合理工学院师从米歇尔·欧仁·谢弗勒尔和路易-尼古拉·沃克兰。